# Apiacá
Apiacá é um município brasileiro do estado do Espírito Santo. Foi criado em 1958.

## Cultura
O município é majoritariamente católico, sendo que os maiores eventos realizados no mesmo são os de cunho religioso, como a famosa Festa de Julho, onde é comemorado o dia de sua padroeira, Santa Ana. A festa conta todos os anos com a participação de vários artistas de nível nacional e atrai pessoas de todas as idades que contribuem para movimentar a economia do município.

## Economia
Apiacá tem suas atividades econômicas voltadas para a agricultura familiar. A cidade possui baixo índice de industrialização e somente um hospital, que atende apenas a casos emergenciais.
Nos anos 1910, a agricultura familiar da região sofreu fortes impulsos econômicos, quando o então distrito era cortado pela Estrada de Ferro Itabapoana, que o ligava a Ponte de Itabapoana (distrito de Mimoso do Sul) e a Bom Jesus do Norte. Nessa ferrovia, era escoada a produção cafeeira e madeireira e a pecuária da região, além do transporte de passageiros. 
Graças à sua ascensão econômica, o município se emancipou, porém a ferrovia foi desativada alguns anos antes e em 1955, foi extinta. 

## Política
O município foi o primeiro a ser beneficiado com o programa Bolsa Escola do governo federal[carece de fontes?].

## Ligações Externas
- Acervo Etnográfico Museu do Índio - Apiacá
- «Prefeitura de Apiacá»
- «Câmara Municipal de Apiacá»